# Мовсесян Андрій Миколайович
Андрій Миколайович Мовсесян (вірм. Անդրեյ Նիկոլայի Մովսեսյան / рос. Андрей Николаевич Мовсесьян; нар. 27 жовтня 1975, Москва, СРСР) — вірменський та російський футболіст, нападник, скаут.

## Клубна кар'єра
Вихованець СДЮШОР «Спартак», у 1992—1996 році грав за дубль команди у третій, а потім і четвертій лізі.
Мовсесян домігся виходу зі «Спартака» влітку 1996 року:
|  | «Коли Романцев готував збірну до Євро, я звернувся до КДК із проханням розірвати контракт через невиконання умов (мені не дали обіцяної однокімнатної квартири). Ніхто зі «Спартака» на засідання КДК не прийшов, і Толстих поставив мені лише одне запитання: «А якщо завтра отримаєш квартиру, залишишся у «Спартаку»?» — «Та річ не в квартирі. Я грати хочу, а мені не дають». Абсолютно не шкодую, що пішов до ЦСКА. «Спартак» небагато втратив, а я вже у другому матчі за ЦСКА, проти ісландського «Акранеса», зробив дубль. У мене божевільна статистика в єврокубках: один матч, два голи.» |

Потім став гравцем столичного ЦСКА. У сезоні 1997 року окрім виступів за першу команду, грав також за ЦСКА-2. Також провів два матчі у розіграші Кубку УЄФА 1996/97.
Влітку 1998 року відправився у першоліговий «Локомотив» (Нижній Новгород). Однак по ходу сезону 1998 року опинився у друголіговому «Спортакадемклубі» (Москва). У 2000 році повернувся до вищої ліги, підсилив «Сатурн-REN TV». Три сезони захищав кольори раменського, після чого провів ще 3 сезони у клубі Прем'єр-ліги Росії ФК «Москва».
У 2006 році Мовсесян грав за «Промінь-Енергію» з Владивостока, це був його останній сезон у вищому дивізіоні. Потім виступав у першолігових клубах «Терек» (Грозний) та «Спортакадемклуб» (Москва). У 2009-2010 роках — гравець клубу другого дивізіону «Авангард» (Подольськ). Футбольну кар'єру завершив 2010 року.
Загалом у найвищому дивізіоні провів 155 матчів, забив 27 м'ячів.
Після завершення кар'єри працевлаштовувався в селекційний відділ «Спартака», але не був прийнятий і пішов до ЦСКА.

## Кар'єра в збірній
Грав за молодіжну збірну Росії. У футболці національної збірної Вірменії дебютував 3 червня 2000 року в переможному (2:1) виїзному товариському матчі проти Литви, в якому також відзначився голом. Загалом за національну команду провів 18 матчів та забив 2 м'ячі.

## Статистика виступів у збірній

### По роках
| національна збірна Вірменії | національна збірна Вірменії | національна збірна Вірменії |
| Рік                         | Матчі                       | Голи                        |
| --------------------------- | --------------------------- | --------------------------- |
| 2000                        | 4                           | 1                           |
| 2001                        | 4                           | 1                           |
| 2002                        | 2                           | 0                           |
| 2003                        | 3                           | 0                           |
| 2004                        | 4                           | 0                           |
| 2005                        | 1                           | 0                           |
| Загалом                     | 18                          | 2                           |

Статистика зіграних матчів станом на 13 листопада 2016 року

### Забиті м'ячі
Станом на 9 листопада 2016
| #  | Дата            | Місце                             | Суперник | Рахунок | Результат | Змагання             | Посилання |
| -- | --------------- | --------------------------------- | -------- | ------- | --------- | -------------------- | --------- |
| 1. | 3 червня 2000   | Литва                             | Литва    | 2–1     | 2–1       | Товариський матч     |           |
| 2. | 24 березня 2001 | Вазген Саркісян, Єреван, Вірменія | Уельс    | 2–2     | 2–2       | кваліфікація ЧС 2002 |           |

## Досягнення

### Клубні
- Перший дивізіон Росії
  -  Срібний призер (1): 2007

- Другий дивізіон Росії (зона «Центр»)
  -  Срібний призер (1): 2009

### Індивідуальні
- Найкращий бомбардир 3-ї зони Третьої ліги Росії (30 голів)